# Parade (Album)
Parade ist das achte Studioalbum des US-amerikanischen Musikers Prince, wobei er alle Songs arrangierte, komponierte und produzierte. Er nahm es mit seiner Begleitband The Revolution auf und veröffentlichte es am 31. März 1986 bei dem Label Paisley Park Records / Warner Bros. Records. Das Album dient als Soundtrack des von Prince gedrehten Films Under the Cherry Moon – Unter dem Kirschmond und die Musik zählt zu den Genres Contemporary R&B, Funk, Pop und Rock. Die Liedtexte handeln vorwiegend von Liebe und zwischenmenschlichen Beziehungen. Als Gastmusiker wirken Clare Fischer, Jonathan Melvoin und Susannah Melvoin sowie Sheila E. mit. Parade war das letzte Album, das Prince mit The Revolution aufnahm.
Das Album war international kommerziell erfolgreich und konnte in diversen Ländern Gold- oder Platinstatus erreichen, die Singleauskopplung Kiss erzielte Platz eins der US-Singlehitparade. Die Parade-Tour war kommerziell ebenfalls erfolgreich und Prince trat im Jahr 1986 zum ersten Mal live in Deutschland und in Japan auf. Musikkritiker bewerteten sowohl das Album als auch die Tournee zum Teil sehr positiv.

## Entstehung
Nach dem Prince am 7. April 1985 seine Purple-Rain-Tour im Orange Bowl Stadium in Miami in Florida beendet hatte, begann er neun Tage später im Studio 3 des Tonstudios Sunset Sound in Los Angeles in Kalifornien mit den Albumaufnahmen zu Parade und spielte Life Can Be So Nice ein. Am nächsten Tag nahm er dort die vier Songs Wendy’s Parade (später in Christopher Tracy’s Parade umbenannt), New Position, I Wonder U und Under the Cherry Moon auf. Zuvor hatte Prince Toningenieurin Susan Rogers (* 1956) Anweisung gegeben, die Aufnahmen dieser Songs nicht zu unterbrechen, was Rogers bestätigte: „Er sagte ‚Ich fange an, Schlagzeug zu spielen, und wenn ich aufhöre, nicht das Tonbandgerät ausschalten. Einfach weiterlaufen lassen‘. Er setzte sich hinters Schlagzeug und klebte seine Liedtexte vor sich an einen Notenständer. Wir drückten auf „Aufnahme“ vom Tonbandgerät und er spielte die kompletten Schlagzeugspuren der vier Songs hintereinander. Vier Schlagzeugspuren einfach hintereinander, alle in der ersten Aufnahme! Wir haben zwischen diesen Songs niemals etwas geschnitten, sie wurden so genommen, wie sie waren.“ Prince benutzte für die vier Songs unter anderem einen Fairlight CMI-Synthesizer, und Lisa Coleman und Wendy Melvoin fügten die Backing Vocals hinzu. Zudem übernahm Melvoin den Hauptgesang in I Wonder U. Nachdem Prince die vier Songs mit Overdubs versah und abmischte, spielte er am 19. April das Stück Others Here with Us ein und einen Tag später Old Friends 4 Sale, strich diese aber später von der Titelliste des Parade-Albums. Am 21. April 1985 – auf den Tag genau 31 Jahre vor seinem Tod – nahm Prince Sometimes It Snows in April auf. Am nächsten Tag wurde sein Album Around the World in a Day in den USA und in Großbritannien veröffentlicht.
Während Prince im Studio 3 mit den Aufnahmen zum Album Parade beschäftigt war, arbeitete im nebenan gelegenen Studio 2 die Band Mazarati, eine von The-Revolution-Bassist Brown Mark gegründete Gruppe, deren Produzent er war. Außerdem arbeitete im Studio 2 Toningenieur David Z. Rivkin (* 1953), der ältere Bruder von The Revolution-Schlagzeuger Bobby Z. Rivkin. Mazarati fragte Prince, ob er ihnen einen Song schreiben könne. Daraufhin nahm Prince am 27. April 1985 Kiss auf – jedoch in einer Version mit ausschließlich Akustikgitarren – und gab den Song an Mazarati weiter. „Wir wussten nicht, was wir mit dem Song machen sollten. Es war einfach nur eine Version auf der Akustikgitarre“, erinnerte sich David Z. Rivkin. Zusammen mit Toningenieur Coke Johnson überarbeiteten er und Brown Mark Kiss komplett und fügten Drumcomputer, E-Bass, Klavier und Gesang der Band Mazarati hinzu. Vom Ergebnis angetan, überarbeitete Prince am nächsten Tag den Song erneut, indem er den E-Bass entfernte, Gitarrenlicks hinzufügte und den Gesang – in einer Oktave höher – selbst übernahm. David Z. Rivkin wurde schließlich als Arrangeur von Kiss genannt. Am 28. April nahm Prince All My Dreams auf und am 1. Mai 1985 überarbeitete er das Stück Velvet Kitty Cat, das er bereits im Jahr 1983 komponierte. Beide Songs veröffentlichte Prince zu Lebzeiten aber nicht und die Version von Velvet Kitty Cat ist mit der auf Purple Rain Deluxe (2017) nicht identisch.
Am 1. Mai 1985 stellte Prince dem Label Warner Bros. Records eine Rohfassung des Parade-Albums mit folgender Tracklist vor:
| #  | Titel                       | Veröffentlichung                                       |
| -- | --------------------------- | ------------------------------------------------------ |
| 01 | Wendy’s Parade              | 1986: Parade (in Christopher Tracy’s Parade umbenannt) |
| 02 | New Position                | 1986: Parade                                           |
| 03 | I Wonder U                  | 1986: Parade                                           |
| 04 | Under the Cherry Moon       | 1986: Parade                                           |
| 05 | Others Here with Us         | bis heute (2025) unveröffentlicht                      |
| 06 | Life Can Be So Nice         | 1986: Parade                                           |
| 07 | Velvet Kitty Cat            | bis heute (2025) unveröffentlicht                      |
| 08 | Sometimes It Snows in April | 1986: Parade                                           |
| 09 | Kiss                        | 1986: Parade                                           |
| 10 | Old Friends 4 Sale          | 1999: The Vault … Old Friends 4 Sale                   |
| 11 | All My Dreams               | 2020: Sign o’ the Times Super Deluxe                   |

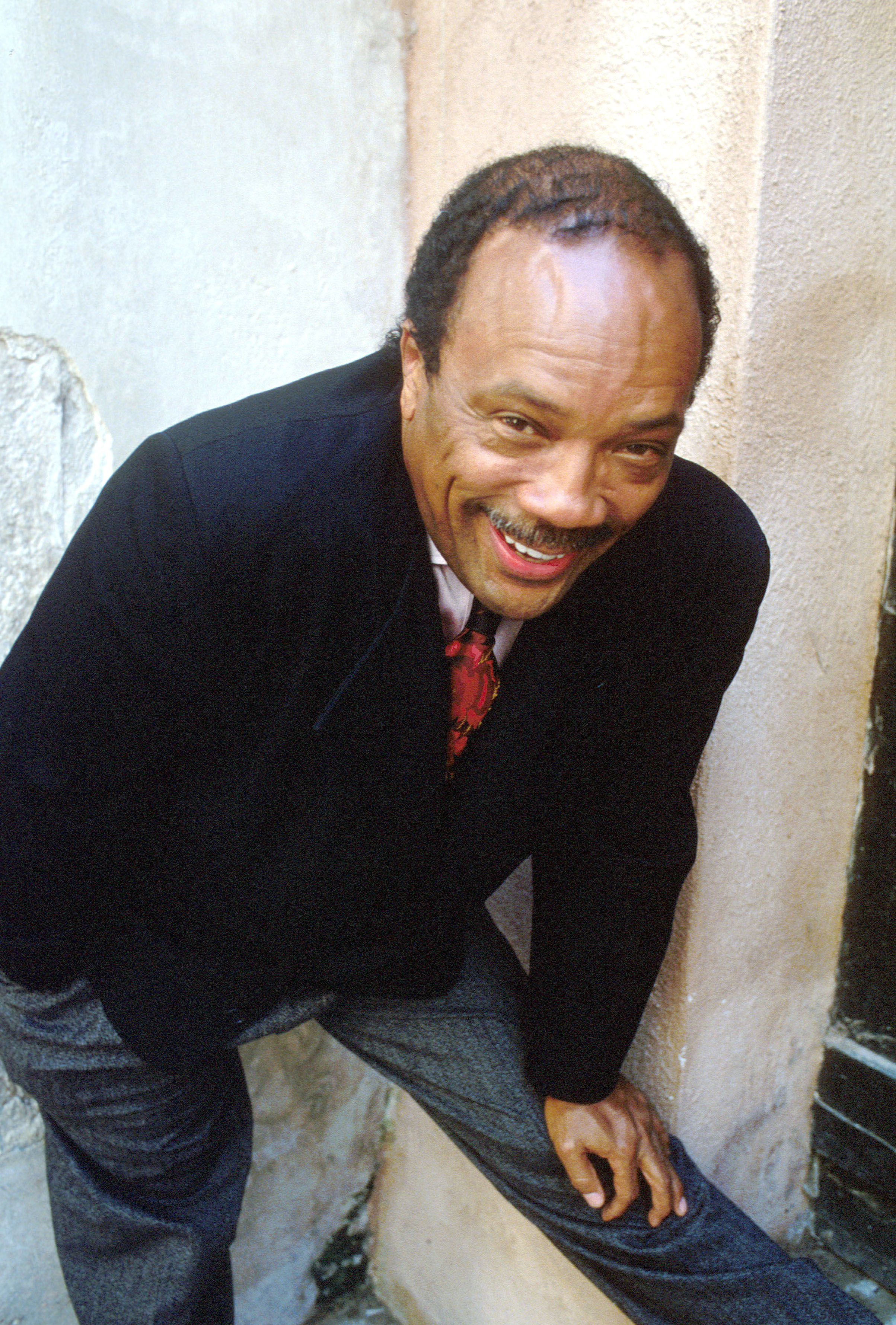
Quincy Jones, 1989

Während der Zeit in Los Angeles arrangierte Quincy Jones ein Treffen zwischen Prince und Michael Jackson. Jones hatte im Jahr 1982 Jacksons Album Thriller produziert und war der Meinung, Jackson und Prince – beide kommerziell damals sehr erfolgreich – sollten sich bei einem Abendessen in Jacksons damaligem Haus in Encino in Kalifornien kennenlernen. Der Schriftsteller Quincy Troupe, späterer Co-Autor von Miles Davis – Die Autobiographie, schilderte die Situation folgendermaßen: „Es war ein merkwürdiges Gipfeltreffen. […] Die beiden hockten da, musterten sich gegenseitig, sprachen aber sehr wenig. Es war eine faszinierende Pattsituation zwischen zwei sehr mächtigen Typen.“ Eine Zusammenarbeit zwischen Prince und Jackson kam jedoch nicht zustande.
Als Prince wieder in Minneapolis in Minnesota war, schickte er dem Arrangeur Clare Fischer eine Kassette mit der Aufschrift „Marx Brothers Project“. „Wie sich herausstellte, war es das Album Parade ohne Instrumentierung“, sagte Arrangeur Brent Fischer (* 1964), der Sohn von Clare Fischer, nach Prince’ Tod im Jahr 2016. Abgesehen von Kiss fügte Clare Fischer zu jedem Song Blas- und Streichinstrumente hinzu, die unter anderem von Allen Vizzutti, Árni Egilsson, Bill Watrous, Chuck Domanico, Don Palmer, Garnett Brown, Gary Foster, Gene Cipriano, Jack Nimitz und John Clark eingespielt wurden. Doch Prince verwendete nicht jeden Beitrag Fischers und behielt dessen Überarbeitungen nur bei sechs Songs des Albums bei.
Im Juli und August 1985 setzte Prince die Arbeiten an Parade in einem Tonstudio namens Washington Avenue Warehouse in Eden Prairie in Minnesota fort. Er nahm am 8. Juli die drei Songs Alexa de Paris, Girls & Boys sowie Love or Money auf, der als B-Seite von Kiss veröffentlicht wurde. Susannah Melvoin, die Zwillingsschwester von Wendy Melvoin, wirkte sowohl an Girls & Boys als auch an Love or Money als Begleitsängerin mit. Alexa de Paris dient als B-Seite von Mountains. Bereits im Jahr 1984 komponierte Prince ein unbetiteltes Klavierinstrumental, das er am 11. Juli 1985 unter dem Namen Venus de Milo aufnahm, wobei Sheila E. Schlagzeug einspielte. Drei Tage später nahm er den Song Do U Lie? auf, bei dem Wendy Melvoins Bruder Jonathan Melvoin (* 1961; † 1996) Schlagzeug spielte; sie selbst übernahm zusammen mit Lisa Coleman die Backing Vocals.
Am 30. November 1985 überarbeitete Prince im Washington Avenue Warehouse das Stück Mountains, das Lisa Coleman und Wendy Melvoin zwei Wochen zuvor ohne seinen Einfluss als Instrumentalstück komponiert hatten. Als letzten Song für Parade spielte Prince am 16. Dezember 1985 im Sunset Sound Anotherloverholenyohead ein. Zwischen den Albumaufnahmen von April bis Dezember 1985 arbeitete er immer wieder in Frankreich, um seinen Film Under the Cherry Moon – Unter dem Kirschmond zu drehen, bei dem er selbst Regie führte.
Am 6. Januar 1986 stellte Prince das Album Parade im Sunset Sound in Los Angeles fertig. Alle Songs wurden von ihm und The Revolution produziert, arrangiert, komponiert und vorgetragen, wobei alle Mitglieder von Prince’ Begleitband lediglich in Mountains mitwirken. Als Komponist der beiden Songs Christopher Tracy’s Parade und Under the Cherry Moon gab Prince auch seinen Vater John L. Nelson (* 1916; † 2001) an, wobei er dessen Beitrag aber nicht genau definierte.
Kurz vor der Veröffentlichung von Parade im März 1986 hatte sich Prince noch nicht entschieden, welche Songs auf dem Album platziert werden sollten. Er beauftragte unter anderem Saxofonist Eric Leeds, eine geeignete Tracklist zusammenzustellen. „Zuallererst schmiss ich Kiss runter. Ich fand, der Song war eine Nullnummer. Er war mir damals egal und ist es bis heute. Prince hat nicht auf mich gehört. Das zeigt, wie viel Ahnung ich von Pop-Musik habe!“, sagte Leeds selbstironisch nach Prince’ Tod im Jahr 2016.
Prince selbst bezeichnete im Jahr 1986 Parade als „Katastrophe“. Abgesehen von Kiss gebe es „nichts, auf das ich besonders stolz bin“. Die Versuchung sei groß, „gleich wieder ins Studio zu gehen und ein Super-Album zu machen“, doch die „Hälfte des Problems“ sei gewesen, dass er es zu früh nach Around the World in a Day aufgenommen habe und „nicht genug gutes Material parat hatte“. Aber diesen Fehler werde er nicht noch einmal machen, sagte er.

## Gestaltung des Covers
Auf der Vorderseite des Albumcovers ist ein Schwarzweiß-Porträtfoto von Prince zu sehen, das ihn mit erhobenen Händen, nach innen gekehrten Handflächen und abgespreizten Fingern zeigt. Sein Blick ist frontal zur Kamera gerichtet. Er trägt ein Top mit vier Knöpfen, die mittig angebracht sind und senkrecht verlaufen. Auf dem Foto der Rückseite des Albumcovers – das dem der Vorderseite sehr ähnelt – ist Prince mit geschlossenen Augen zu sehen, wie er im Begriff ist, das beschriebene Top auszuziehen. Zum Vorschein kommt eine Halskette mit einem Kreuz.
Fotograf war der US-Amerikaner Jeff Katz (* 1960), der die Aufnahmen im September 1985 machte und letztendlich bis 1996 mit Prince zusammenarbeitete. Katz wusste damals nicht, dass dieses Foto als Cover für Parade dienen würde, was aber immer so gewesen sei: „Es gab nie die Ansage, ‘lasst uns das Albumcover machen!’“, sagte er. Prince habe nie mitgeteilt, welche Fotos wofür verwendet werden sollten.
Das Schallplattencover der LP wurde als Klappcover gestaltet; in dessen Innenseite sowie auf der LP-Innenhülle des Albums sind Collagen – ebenfalls in Schwarzweiß gehalten – aus verschiedenen Fotografien einzelner Bandmitglieder und Filmszenen aus Under the Cherry Moon – Unter dem Kirschmond zu sehen.
Im CD-Booklet ist die Collage der LP-Innenhülle nicht enthalten; dagegen sind die Fotos von der Vorder- und Rückseite des Albumcovers zusätzlich als Relief zu sehen. Die Liedtexte der einzelnen Songs von Parade sind sowohl im Booklet als auch in der LP-Ausgabe nicht abgedruckt.

## Musik und Liedtexte

### Albumsongs

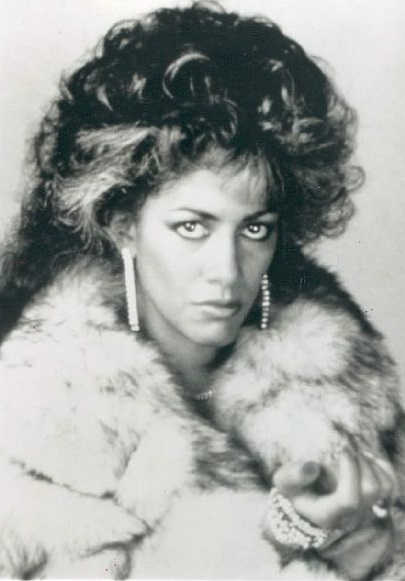
Sheila E., 1985

Die Musik ist eine stilistische Kombination aus den Musikgenres Contemporary R&B, Funk, Pop und Rock. Außerdem sind Balladen und Jazz-Einflüsse zu finden. Als Gastmusiker wirken die Geschwister Jonathan Melvoin und Susannah Melvoin sowie Sheila E. mit. Zudem kommt ein 67-köpfiges Orchester unter der Leitung von Clare Fischer in den sechs Songs Anotherloverholenyohead, Christopher Tracy’s Parade, Do U Lie?, I Wonder U, New Position und Under the Cherry Moon zum Einsatz, bei denen Instrumente wie Bratsche, Holzblasinstrument, Kontrabass, Pauke, Perkussion, Posaune, Trompete, Tuba, Violine, Violoncello und Waldhorn zu hören sind. Im Gegensatz zu den vom Orchester sechs dominieren Songs, hat Prince die anderen sechs Stücke auf Parade wesentlich sparsamer arrangiert – Kiss und New Position gehören zu den am spärlichsten arrangierten Songs in seiner Karriere.
Die Liedtexte handeln vorwiegend von Liebe und zwischenmenschlichen Beziehungen und sind zuweilen leicht spirituell angehaucht. Während das Thema Sex auf vorherigen Alben ein wesentlicher Bestandteil in Prince’ Liedtexten war, ist es auf Parade nur im Rahmen von enger Liebesbeziehung präsent. Prince vermittelt die Überzeugung, dass Liebe, nicht Sex, die Essenz des Lebens ist.
Nur die Liedtexte der vier Songs Christopher Tracy’s Parade, Girls & Boys, Sometimes It Snows in April und Under the Cherry Moon nehmen direkten Bezug auf die Handlung vom Film Under the Cherry Moon – Unter dem Kirschmond, der im Juli 1986 in die US-Kinos kam. Neben seinem charakteristischen Falsettgesang benutzt Prince auf Parade auch tiefere Stimmlagen.
1. Christopher Tracy’s Parade
Der Opener kann als Art Ouvertüre des Albums bezeichnet werden. Der Song besitzt eine fröhlich wirkende Melodie, die auf einen stampfenden Marsch-Beat gesetzt ist. Clare Fischers Orchester, in dem Flöten, Trompeten und Streicher im Vordergrund stehen, dominiert das Arrangement. Die Produktion wirkt zuweilen jedoch etwas konfus. „Christopher Tracy“ heißt der von Prince verkörperte Hauptdarsteller im Film Under the Cherry Moon – Unter dem Kirschmond. Außerhalb des Filmkontextes kann der Liedtext als Botschaft über die Wichtigkeit einer positiven Lebenseinstellung verstanden werden.[24][25]
2. New Position
Der minimalistisch arrangierter Song ist aus dem Bereich Funk und Pop. Das Stück besitzt weder Gitarren noch Keyboard und ist um einen schnell gespielten E-Bass aufgebaut, wobei eine Caribbean Steel Pan das Arrangement lebendiger wirken lässt. Der Protagonist im Liedtext beklagt sich bei seiner Geliebten, dass sie schon zu lange zusammen sind und scheinbar in der gleichen alten Routine feststecken. Prince’ Heilmittel ist, „eine neue Position auszuprobieren“, um die Lebenslage zu verbessern, bevor es zu spät ist. Er schlägt vor, ihre Beziehung zu erneuern, indem beide „im Fluss des Lebens fischen“.[24][25]
3. I Wonder U
Die gesamte Melodie beschränkt sich auf nur drei Noten. Fischers Orchester steht im Mittelpunkt des Arrangements und die Gesamttextur ist ähnlich wie bei Christopher Tracy’s Parade aufgebaut. I Wonder U enthält wenig Liedtext, der von dem Gefühl des Staunens über die bloße Anwesenheit des Geliebten handelt.[24][25]
4. Under the Cherry Moon
Die Ballade ist aus dem Genre Pop und besitzt eine melancholisch wirkende Melodie, die in seiner Dramatik zuweilen an Bühnenmusik erinnert. Prince konstruierte eine fließende Synthesizer-Linie um die Melodie, die er am Klavier spielt. Er umrahmt die Strophen mit einer absteigenden Melodie, die das Gefühl einer Tragödie suggeriert. Da der Song weder einen Refrain noch eine Bridge besitzt, besteht er nur aus einem melodischen Thema, das sich mit jeder weiteren Strophe wiederholt. Der Liedtext handelt von Verdruss und Unzufriedenheit mit dem Leben. Prince singt in der Rolle von Christopher Tracy, der ruhelos ist und sich danach sehnt, „wegzufliegen“ und sein Schicksal zu finden. Sollten sich die Dinge nicht bald ändern, hat er das Gefühl, in den Armen seiner Geliebten zu sterben.[24][25]
5. Girls & Boys
Der Song stammt aus dem Genre Funk und besitzt eine Melodie, die von einer rhythmischen Keyboard-Figur geprägt ist. Eric Leeds spielt Baritonsaxophon, das prominente Akzente setzt und von Roland-Gitarrensynthesizer-Phrasen unterstützt wird. Der Liedtext erzählt die Geschichte eines attraktiven Paares, das füreinander geschaffen ist, was einige Elemente aus Under the Cherry Moon – Unter dem Kirschmond widerspiegelt. Das Paar kennt sich erst seit kurzem und küssten sich auf den Stufen vom Schloss Versailles. Die Frau ist aber „einem anderen Mann versprochen“, weswegen der Mann, genau wie die beiden Hauptdarsteller im Film, versucht, „nicht verrückt zu werden“, weil die Frau einen anderen heiraten soll. Den Liedtext trägt Prince unter anderem im Sprechgesang vor. Der Monolog in französischer Sprache wird von Marie-France Drouin unter ihrem Pseudonym „Marie France“ gesprochen, die 1984 und 1985 für Prince’ Tour-Garderobe zuständig gewesen war. Im Refrain singt Prince mit „Vous etes tres belle“ („Du bist wunderschön“) ebenfalls einen Satz auf Französisch.[24][25][26]
6. Life Can Be So Nice
Das Stück kann als der am wenigsten zugängliche Albumsong bezeichnet werden, Life Can Be So Nice wirkt hektisch und dissonant. Ein monotones Flötenmotiv, das von Anfang bis Ende wiederholt wird, bildet den Fokus für den Song. Der Liedtext feiert das gute Gefühl, wenn man verliebt ist.[24][25]
7. Venus de Milo
Das ruhige Instrumentalstück enthält ein Streicherarrangement von Care Fischer, das Prince’ Klavierspiel ergänzt. Die Komposition wirkt zeitlos und besitzt einen trägen Charakter, der sowohl das Gefühl von Romantik als auch Dramatik verleiht.[24] Der Liedname bezieht sich auf die Skulptur Venus von Milo, die sich im Louvre befindet.
8. Mountains
Der Song ist dem Genre Funk zuzuordnen und besitzt Einflüsse von Psychedelic Rock der 1960er Jahre. Das Stück hat Prince mit einem Drumcomputer aufgenommen und besitzt ein schwungvolles Horn-Riff, das an die Band Earth, Wind and Fire erinnert. Mountains bietet insgesamt aber wenig harmonische oder rhythmische Abwechslung, da Prince von Anfang bis Ende auf nur einem Grundakkord mit Sitar-ähnlichem Instrument spielt. Gegen Ende verwandelt sich der Song in ein zuweilen verwirrendes polyrhythmisches Experiment, weil Prince ein zweites Schlagzeugmuster über den Hauptbeat legt. Der Liedtext ist eine Art Parabel über die Macht der Liebe, die Angst und Verzweiflung überwindet. Prince erzählt von einer Person, die „in einem Land namens Fantasy“ lebt, das von 17 Bergen umgeben ist, die wiederum vom Meer umschlossen sind. Zudem meint er, die Quelle unserer Ängste und Befürchtungen liegt oft in uns selbst und nicht in äußeren Kräften, von denen wir annehmen, dass sie gegen uns gerichtet sind. Die Liebe wird diese scheinbar unüberwindbaren Hindernisse aber besiegen – vorausgesetzt, man besitzt genug Vertrauen.[24][25]
9. Do U Lie?
Das schwungvolle Stück enthält Akkordeon-Spiel und einen jazzigen Swing-Rhythmus, womit Do U Lie? an französische Chanson-Tradition erinnert. Prince’ Stimme wirkt zum Teil affektiert und melodramatisch, sodass der Song mehr einer Parodie als ernsthaftes Songwriting gleicht. Den französischen Einleitungssatz „Les enfants qui mentent ne vont pas au paradis“ („Kinder, die lügen, kommen nicht in den Himmel“) spricht Sandra Francisco, über die im wahren Leben in der Öffentlichkeit keine nähren Informationen existieren. Der Liedtext offenbart eine große Unsicherheit von Prince’ Beziehung zu seiner Geliebten. Voller Zweifel fragt er sich, ob ihre Tränen echt sind oder nur eine weitere Form von Lügen sind. Antworten auf seine Fragen erhält er jedoch nicht.[24][25]
10. Kiss
Der Song ist aus den Genres Funk, Pop und R&B. Prince kreierte einen markant funkigen Groove, den er mittels Drumcomputer und akustischer Gitarren erzeugte. In der zweiten Strophe kommt ein Keyboard-Part hinzu und in der dritten eine Rhythmusgitarre. Kiss besitzt keinen ausgeprägten Refrain und basiert auf einer traditionellen Dreiklangs-Blues-Sequenz. Am Anfang und am Ende jeder Strophe fügte Prince einen „turnaround“-Gitarrenakkord ein, der an dem Song Papa’s Got a Brand New Bag (1965) von James Brown entlehnt ist. Einen E-Bass besitzt Kiss nicht. Den Liedtext singt Prince in seinem für ihn typischen Falsett und ist an eine ungenannte Geliebte adressiert, die nicht schön, erfahren, wohlhabend und cool sein muss oder gar ein bestimmtes Sternzeichen besitzen muss, damit er sie begehrt. Anstatt sie als bloßes Objekt zu behandeln, lässt er sie wissen, dass beide „die Fantasie des anderen“ sein könnten. Außerdem stellt Prince klar, er ist nicht an Dirty Talk oder anderen Spielen interessiert, weil „Frauen, nicht Mädchen“ seine Welt beherrschen.[24][25]
11. Anotherloverholenyohead
Der Titelname steht für „Another Lover Hold on Your Head“ und stammt aus dem Bereich Rockmusik. Prince komponierte den Song in Moll um eine Klavier-Akkordfolge herum, obwohl das Arrangement von einem Roland-Gitarrensynthesizer und von einem Drumcomputer dominiert wird. Clare Fischers Streicher kommen während einer instrumentalen Pause zum Einsatz, als Prince inmitten des Songs „Solo, Solo“ sagt. Der Liedtext handelt von einem Mann, der seine Geliebte zurückzugewinnen möchte, die ihn für einen anderen verlassen will.[24][25]
12. Sometimes It Snows in April
Das ruhige und zurückhaltende Stück setzt auf eine ausdrucksstarke Melodie, wobei Lisa Colemans sanftes Klavierspiel und Wendy Melvoins sparsame akustische Gitarrenbegleitung eine intime Atmosphäre erzeugen. Schlagzeugspiel kommt nicht zum Einsatz. Der Liedtext ist Prince’ Klagegedicht für den Filmcharakter Christopher Tracy. Die Aussage „Manchmal schneit es im April“ spielt darauf an, dass selbst in den besten Zeiten Unglück über uns hereinbrechen kann. In seiner Trauer wünscht sich Prince, dass das Leben ewig weitergehen könnte, aber mit der Erkenntnis: „Alle guten Dinge sind nie von Dauer“. Er fragt sich, ob der Tod von Christopher Tracy – Prince wird als Hauptdarsteller im Film erschossen – die Antwort darauf ist, warum es Trauer geben muss. Außerdem sinniert Prince darüber, ob er seinen Freund eines Tages im Jenseits wiedersehen wird. Der Satz „Sometimes It Snows in April“ wurde im Zusammenhang mit Prince’ Tod am 21. April 2016 von Massenmedien oft zitiert.[24][25][27]

### Die B-Seiten
1. Love or Money
Der Song, von Prince als ♥ or $ stilisiert, dient als B-Seite von der im Februar 1986 veröffentlichten Single Kiss. Den Titelnamen entlehnte er von dem gleichnamigen Stück von Joni Mitchell, die es im November 1974 auf ihrem Livealbum Miles of Aisles herausbrachte. Der Prince-Track ist ein Ein-Akkord-Funk-Song, der von einem pumpenden E-Bass angetrieben wird. Lisa Coleman und Wendy Melvoin wiederholen die Titelphrase von Anfang bis Ende, während Eric Leeds einige Saxophonakzente hinzufügt. Den Liedtext singt Prince in einer leicht beschleunigten Stimme, die aber normal klingt, wenn man den Track anstatt der üblichen 45 Umdrehungen pro Minute mit nur 33 Umdrehungen pro Minute abspielt. Er fragt sich, ob seine Geliebte ihn wegen seiner Liebe oder seines Geldes will. Der Song ist auch im Film Under the Cherry Moon – Unter dem Kirschmond zu hören. In einem Interview von 1997 sagte Prince, er habe den Liedtext „für die Figur Mary Sharon“ geschrieben, die im Film von der Hauptdarstellerin Kristin Scott Thomas verkörpert wird. Im Jahr 1987 erhielt Love or Money den Negativpreis Goldene Himbeere in der Kategorie „Schlechtester Filmsong (Worst Original Song)“.[28][29] Der Song wurde nicht auf der Kompilation The Hits/The B-Sides im Jahr 1993 platziert, wofür es keine offizielle Begründung gab.
2. Alexa de Paris
Das Instrumentalstück ist ebenfalls im Film Under the Cherry Moon – Unter dem Kirschmond zu hören und platzierte Prince als B-Seite von der im Mai 1986 ausgekoppelten Single Mountains. Das komplexe und zuweilen dramatisch wirkende Rock-Stück ist im Midtempo geschrieben und Prince improvisiert auf der Gitarre um ein Hauptthema, das auf einem Synthesizer gespielt wird. Die Musik ist ruhig und gemächlich, doch die Intensität steigert sich mit zunehmender Instrumentierung, wobei Clare Fischers Orchester ein bedrohlich wirkendes Element hinzufügt; ein Arpeggio-Synthesizer- und Streicherpart leitet in den zweiten Teil des Songs ein. Das Tempo nimmt zu, während der E-Bass treibender und das Schlagzeug aktiver wird. Prince legt mit einem Gitarrensolo los und Sheila E. spielt ein kurzes Schlagzeugsolo, bevor alles wieder zum Hauptthema zurückkehrt. Den Songtitel „Alexa aus Paris“ benannte Prince nach Alexa Fioroni, die heute (2025) Alexa Fioroni Slaughter heißt. Im Jahr 1986 studierte die damals 16-jährige in Paris und war die Nichte von Prince’ Manager Steven Fargnoli (* 28. August 1949; † 14. September 2001). Auch Alexa de Paris ist nicht auf The Hits/The B-Sides zu finden.[28]

## Titelliste und Veröffentlichungen
| 01 | Christopher Tracy’s Parade a            | 2:11 |
| 02 | New Position                            | 2:20 |
| 03 | I Wonder U (Hauptgesang: Wendy Melvoin) | 1:39 |
| 04 | Under the Cherry Moon a                 | 2:57 |
| 05 | Girls & Boys                            | 5:29 |
| 06 | Life Can Be So Nice                     | 3:12 |
| 07 | Venus de Milo                           | 1:52 |
| 08 | Mountains b                             | 3:57 |
| 09 | Do U Lie?                               | 2:43 |
| 10 | Kiss c                                  | 3:37 |
| 11 | Anotherloverholenyohead                 | 3:59 |
| 12 | Sometimes It Snows in April b           | 6:48 |
| Spieldauer: 40:57 min. |                                         |      |
| Autor aller Songs ist Prince a Autor: Prince und John L. Nelson b Musik: Lisa Coleman und Wendy Melvoin c Arrangement: David Z. Rivkin |                                         |      |

Parade wurde am 31. März 1986 in den USA veröffentlicht. Das Album erschien auf LP und MC, später auch auf CD und als Download.

### Singles
Von dem Album wurden vier Singles ausgekoppelt: Kiss erschien am 5. Februar 1986 und die Singleversion ist mit 3:46 Minuten um neun Sekunden länger als die Albumversion. Da die Albumversion nahtlos in den nächsten Song Anotherloverholenyohead übergeht, werden die letzten Sekunden nicht ausgespielt. Als B-Seite dient der zuvor unveröffentlichte Song Love or Money. Am 7. Mai 1986 wurde Mountains ausgekoppelt, die B-Seite Alexa de Paris war zuvor ebenfalls unveröffentlicht.
Am 2. Juli 1986 erschien in Nordamerika Anotherloverholenyohead als Single, die auf 3:23 Minuten gekürzt ist. Als B-Seite dient eine verkürzte Version von Girls & Boys, außerhalb von Nordamerika ist stattdessen I Wanna Be Your Lover vom Album Prince platziert worden. Zudem besitzen die Editionen unterschiedliches Artwork. Am 4. August 1986 erschien in ausschließlich Europa Girls & Boys als vierte Single, wobei die auf 3:27 Minuten gekürzte Version zu hören ist. Auf der B-Seite ist Under the Cherry Moon vorhanden.

### Musikvideos

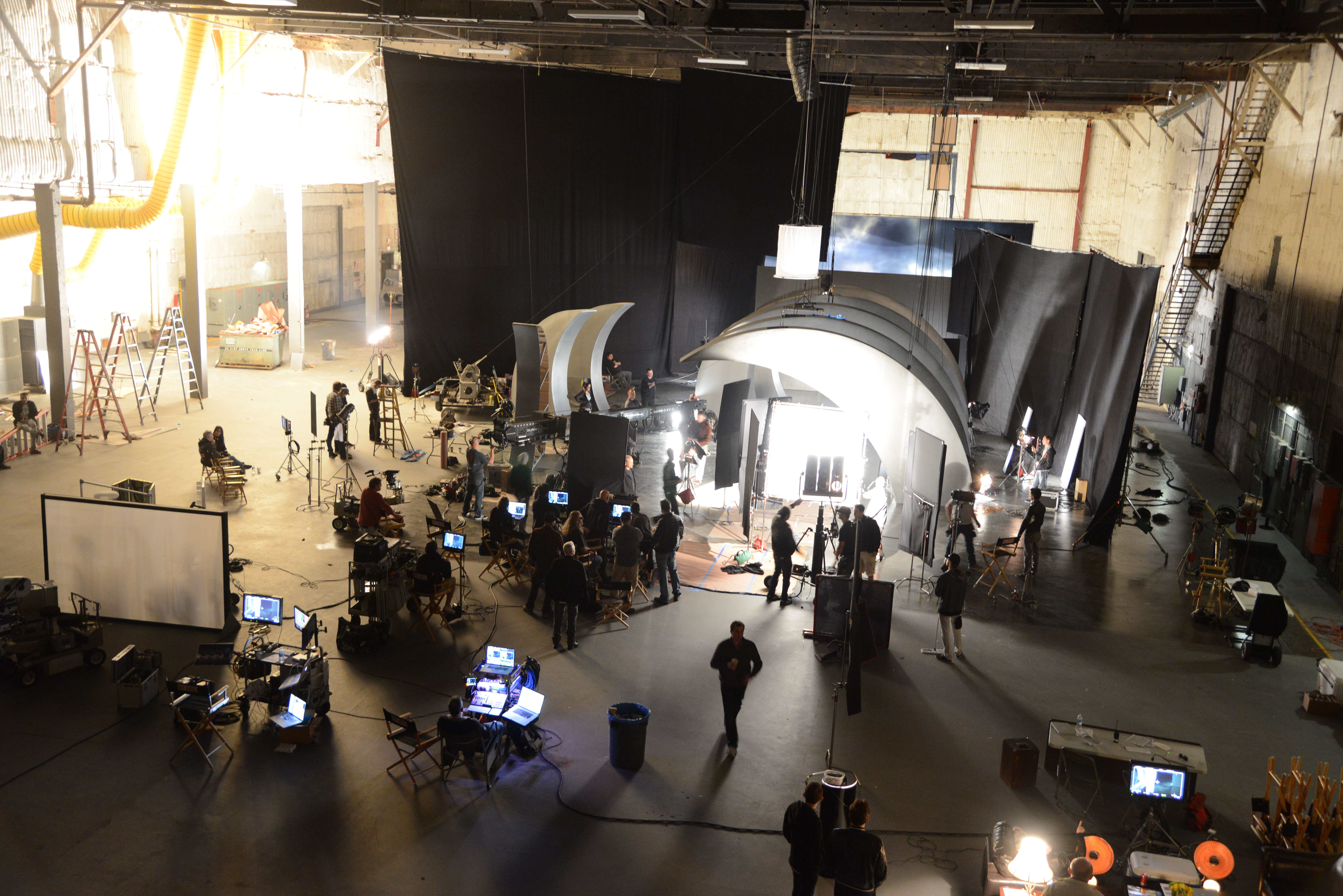
Innenraum der Culver Studios, 2012

Prince veröffentlichte mit Kiss, Mountains, Anotherloverholenyohead und Girls & Boys vier Musikvideos zu Songs des Albums Parade. Das Video zu Girls & Boys drehte er selbst in der Funktion als Regisseur am 20. und 22. November 1985 im Studio de la Victorine in Nizza, als er in dieser Zeit mit Dreharbeiten zu seinem Film Under the Cherry Moon – Unter dem Kirschmond in Frankreich beschäftigt war. Das Musikvideo besteht hauptsächlich aus der Filmszene, in der er mit The Revolution den Song vorträgt. Die zusätzlich hinzugefügten Szenen entstanden ebenfalls während der Dreharbeiten von Under the Cherry Moon.
Das Video zu Kiss wurde am 13. Februar 1986 in den Laird International Studios (heute als Culver Studios bekannt) in Culver City in Kalifornien gedreht. Im Video sind nur Prince, Wendy Melvoin und das holländische Model Monique Mannen (* 1965) zu sehen. Prince singt und tanzt, während Melvoin – auf einem Barhocker sitzend – dazu Gitarre spielt. Mannen tritt in schwarzer Unterwäsche mit Spitzenumhang und schwarzer Sonnenbrille auf. Für ihren Auftritt bekam sie 2.500 US-Dollar (damals umgerechnet 2.700 Euro) und im Jahr 1990 wirkte sie auch als Tänzerin im Prince-Film Graffiti Bridge mit. Regisseurin eines Prince-Musikvideos war zum ersten Mal Rebecca Blake (* 1949), die auch für die Videos zu Cream und Diamonds and Pearls (beide 1991) zuständig gewesen ist.
Am 9. April 1986 wurde das Musikvideo zu Mountains gedreht, ebenfalls im Studio de la Victorine in Nizza. Regisseur war erneut Prince und nach America (1985) sind Girls & Boys und Mountains seine zweiten und dritten Musikvideos, die nicht in den USA produziert worden sind. Anotherloverholenyohead stammt vom 7. Juni 1986 – Prince’ 28. Geburtstag – und ist als Liveversion von einem Konzert mit The Revolution in der Cobo Arena in Detroit aufgenommen worden. Regisseur war Daniel Kleinman, der nach Prince’ Tod die Konzertaufnahme folgendermaßen beschrieb: „Die schwierigste Person, mit der ich je gearbeitet habe, war zweifellos Prince – weitaus schlimmer als alle anderen. Er ist ein fieser kleiner Kerl. Er kommunizierte mit mir über Notizen. Er mochte es nicht, mit jemandem zu sprechen, also schickte er jemanden mit einer kleinen Notiz runter, wie: ‘Sorge dafür, dass du eine Nahaufnahme des Keyboarders bei diesem Song bekommst’. Das war total verrückt. Ich glaube, er ist ein wenig soziopathisch, um ehrlich zu sein.“

### Coverversionen
Einige Musiker nahmen Coverversionen von den Albumsongs auf, wobei Kiss mit Abstand am häufigsten neu interpretiert wurde. Beispielsweise coverten den Song Sabrina Salerno (1987), Art of Noise feat. Tom Jones (1988), Bob Belden (1993), Royal Philharmonic Orchestra (1995), Niels Lan Doky (1998), Rodney Carrington (1998), Santi Debriano (1999), Max Raabe feat. Palast Orchester (2001), The Ukulele Orchestra of Great Britain (2001), Texas Lightning (2002), Richard Thompson (2003), Siggi Schwarz (2004), Nicole Kidman mit Hugh Jackman (2006), Nubya (2007), Uwe Schmidt unter seinem Pseudonym „Señor Coconut“ (2008), Aurea (2011), Finn. (2011), Glee Cast feat. Gwyneth Paltrow (2011), David Helbock (2012), Maroon 5 (2012), Lisa Wahlandt (2013), London Grammar (2017), Joan as Police Woman (2019), George Lynch & Jeff Pilson (2020), Popa Chubby (2020) und Vitamin String Quartet (2023).
Under the Cherry Moon coverten Simian (2001), Katie Melua (2007), Jacobien Vlasman Quintett (2008), Morten Qvenild (2008) und Chris Brokaw (2017). Girls & Boys wurde von David Garza (1998), Marcus Miller feat. Macy Gray (2005) und von The Dynamics (2007) neu aufgenommen. Do U Lie? spielten Noël Akchoté (2011) und Bruce Harris (2017) neu ein. 1995 nahmen Pietro Tonolo und Riccardo Zegna (1995) eine Version mit Namen Do U Lie 4 Me auf. Sometimes It Snows in April interpretierten Patricia Kaas (1996), Montezuma’s Revenge (1998), Sanne Salomonsen mit Chris Minh Doky (1998), Soulounge feat. Astrid North (2003), Erika Stucky (2005), das Orchestre National de Jazz mit Franck Tortiller (2007), Oz Noy (2007), Knut Reiersrud (2008), Stargate & Espen Lind (2008), Lloyd Cole (2016), Meshell Ndegeocello (2018), SuRie (2019) sowie Pose Cast feat. Sandra Bernhard, Ryan Jamaal Swain, Hailie Sahar & Dyllón Burnside (2019). Außerdem nahm der belgische Musiker Bart Peeters mit Soms Sneeuwt Het in De Lente (2002) eine Version in flämischer Sprache auf.

## Mitwirkende

### Musiker
Alle Songs wurden von Prince arrangiert, komponiert, produziert und vorgetragen. Zudem spielte er alle Musikinstrumente selbst ein, wobei folgende Personen die Aufnahmen ergänzten:
- Atlanta Bliss – Trompete in Girls & Boys, Mountains
- Bobby Z. – Perkussion und Schlagzeug in Anotherloverholenyohead, Girls & Boys, Mountains
- Brown Mark – Backing Vocals und E-Bass in Anotherloverholenyohead, Girls & Boys, Mountains
- Dr. Fink – Keyboard in Anotherloverholenyohead, Girls & Boys, Mountains
- Eric Leeds – Saxophon in Girls & Boys, Mountains
- Jonathan Melvoin – Schlagzeug in Do U Lie?
- Lisa Coleman – Backing Vocals in Christopher Tracy’s Parade, I Wonder U, Life Can Be So Nice, New Position; Backing Vocals und Keyboard in Anotherloverholenyohead, Girls & Boys, Mountains, Sometimes It Snows in April
- Marie-France Drouin (als „Marie France“) – “The French Seduction” (französisch gesprochener Satz) in Girls & Boys
- Mazarati – Backing Vocals in Kiss
- Miko Weaver – Rhythmusgitarrist in Mountains
- Sandra Francisco – “Little Gypsy Girl” (französisch gesprochener Satz) in Do U Lie?
- Sheila E. – Backing Vocals in Girls & Boys; Cowbells in Life Can Be So Nice; Schlagzeug in Venus de Milo
- Susannah Melvoin – Backing Vocals in Anotherloverholenyohead, Christopher Tracy’s Parade, Girls & Boys, Mountains
- Wendy Melvoin – Akustische Gitarre und Backing Vocals in Anotherloverholenyohead, Girls & Boys, Mountains, Sometimes It Snows in April; Backing Vocals in Christopher Tracy’s Parade, Life Can Be So Nice, New Position; Hauptgesang in I Wonder U

### Technisches Personal
- Prince – Mixing
- Ann Field – Collage
- Arne Frager – Orchesteraufnahme
- Bernie Grundman – Mastering
- Clare Fischer – Arrangement und Komposition des 67-köpfigen Orchesters in Anotherloverholenyohead, Christopher Tracy’s Parade, Do U Lie?, I Wonder U, New Position, Under the Cherry Moon
- Coke Johnson – Toningenieur
- David Leonard – Toningenieur
- David Tickle – Toningenieur
- David Z. Rivkin – Arrangeur in Kiss, Toningenieur
- Jeff Katz – Fotografie
- Jeffrey Kent Ayeroff – Artdirector
- Laura LiPuma – Artdirector
- Peggy McCreary – Toningenieurin
- Susan Rogers – Toningenieurin
- Persönliches Management von Prince – Bob Cavallo, Joe Ruffalo, Steve Fargnoli

## Tournee

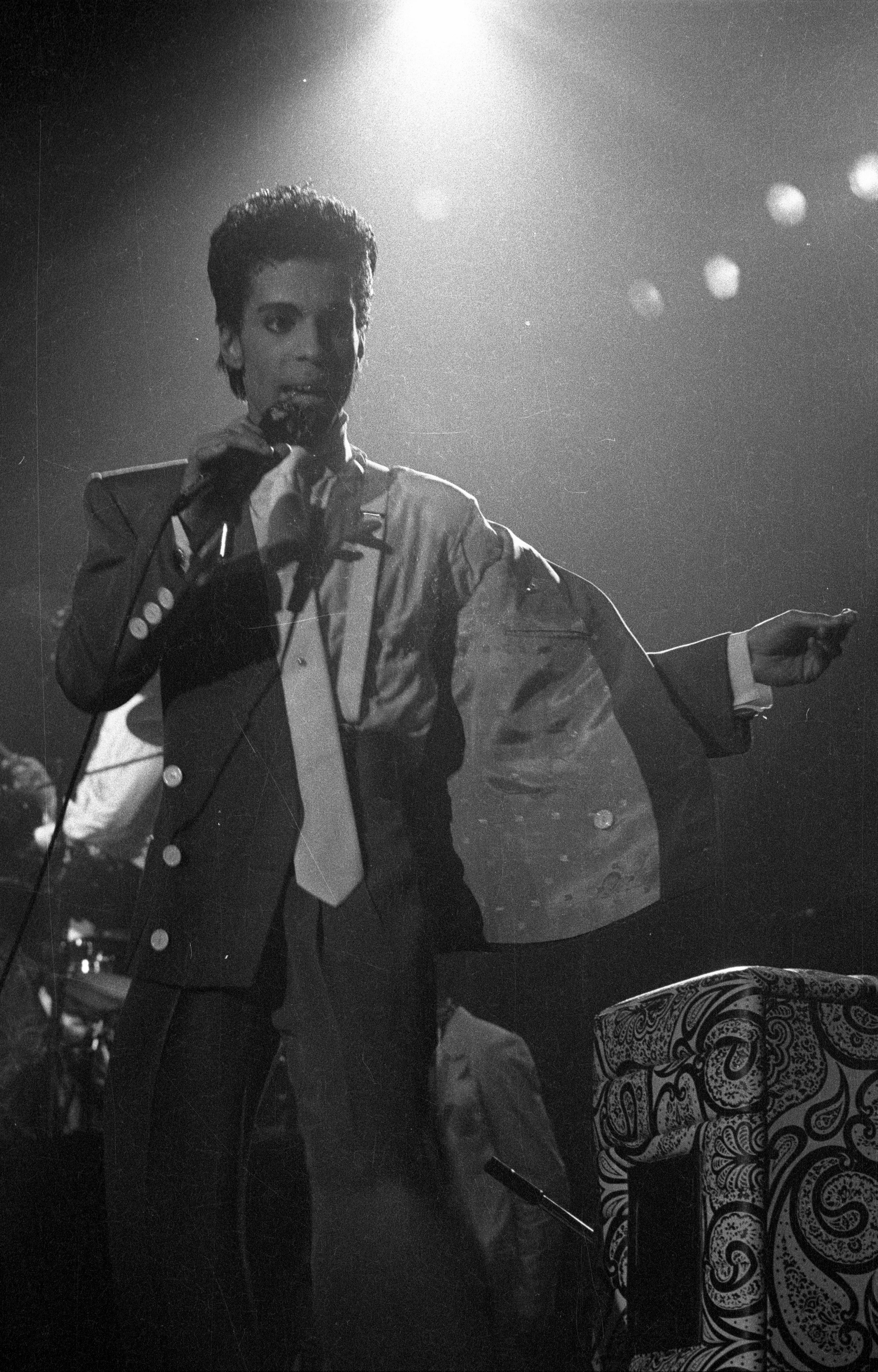
Prince während der Parade-Tour im Jahr 1986

Vom 3. März 1986 bis zum 3. August 1986 gab Prince zehn Konzerte in den USA, bei denen das Motto „Hit & Run“ lautete. Diese Konzerte wurden teilweise erst wenige Stunden vor Beginn angekündigt und waren alle ausverkauft.

Die Parade-Tour begann am 12. August 1986 in der Wembley Arena in London und endete am 9. September 1986 im Yokohama Stadium in Yokohama. Die Tournee fand in Europa und Japan statt, umfasste insgesamt 19 Konzerte und Prince trat unter anderem das erste Mal in Deutschland und Japan auf. Die 15 Konzerte in Europa wurden von ungefähr 120.000 Menschen besucht und die Konzertlänge variierte von 100 bis 120 Minuten. Eine Vorgruppe trat weder bei der Hit-&-Run-Tour noch bei der Parade-Tour auf. The Revolution bestand damals aus folgenden elf Mitgliedern:
- Atlanta Bliss – Trompete
- Bobby Z. – Schlagzeug
- Brown Mark – Backing Vocals, E-Bass
- Dr. Fink – Backing Vocals, Keyboard
- Eric Leeds – Querflöte, Saxophon
- Greg Brooks – Backing Vocals, Tänzer
- Jerome Benton – Backing Vocals, Tänzer
- Lisa Coleman – Backing Vocals, Keyboard
- Miko Weaver – Backing Vocals, Gitarre
- Wally Safford (* 1959; † 2022) – Backing Vocals, Tänzer
- Wendy Melvoin – Akustische Gitarre, Backing Vocals, Steelpan

Vereinzelt spielte Prince auch eine Coverversion von dem Song Miss You, den 1978 The Rolling Stones geschrieben hatten. Ferner spielte er ab dem 25. August 1986 das Stück It’s Gonna Be a Beautiful Night, das er auf seinem im März 1987 veröffentlichten Album Sign “☮” the Times platzierte.
Das Abschlusskonzert der Parade-Tour fand am 9. September 1986 im 30.000 Zuschauer fassenden Yokohama Stadion in Japan statt und war der letzte gemeinsame Auftritt von Prince mit seiner Begleitband The Revolution. Am 17. Oktober 1986 gab sein damaliges Management die Auflösung von The Revolution bekannt.

## Aftershows
Ab dem Jahr 1986 spielte Prince nach dem Hauptkonzert gelegentlich eine Aftershow, also ein weiteres Konzert nach Mitternacht. Seine Aftershows fanden in kleineren Musikclubs vor meist 300 bis 1.500 Zuschauern statt und Prince verzichtete auf die aufwendigen Bühnenshows, Choreografien und Lightshows seiner Hauptkonzerte. Zudem gestaltete er die Songauswahl anders und verzichtete oftmals auf seine Top-Ten-Hits. Höhepunkte mancher Aftershows waren Gastauftritte bekannter Musiker.
Im Jahr 1986 spielte Prince bei drei der 15 Konzerte von der Europatournee eine Aftershow. Bei der ersten am 13. August im Busby’s in London, später als Astoria bekannt, wirkten Nile Rodgers und Ron Wood als Gastmusiker mit. Bei der zweiten Aftershow am 14. August in London, diesmal im The Roof Gardens, spielte Eric Clapton Gitarre und bei der letzten Aftershow am 24. August 1986 im New Morning in Paris trat Prince’ Vater John L. Nelson als Gast auf.

## Rezensionen
Die Kritiken zum Album Parade fielen zum Teil hervorragend aus. Die britischen Musikzeitschriften New Musical Express und The Face wählten es zum besten Album des Jahres 1986, der Melody Maker setzte es auf Platz zwei. Die Website AOTY (Album of the Year) errechnete eine Durchschnittsbewertung von 85 %, basierend auf sieben Rezensionen englischsprachiger Medien.
Die beiden Musikjournalisten Albert Koch und Thomas Weiland vom Musikexpress zeigten sich begeistert und gaben die Höchstpunktzahl von sechs Sternen. Wäre das Nachfolgealbum Sign “☮” the Times „niemals erschienen, würde Parade als das Prince-Referenzalbum gelten“, mutmaßten sie. Parade präsentiere Prince und The Revolution „in einem bis dahin unerhörten Eklektizismus“, komplexes werde wie beispielsweise im Song I Wonder U „fantasievoll arrangiert“. Zudem habe Prince „neue Standards gesetzt“ und das Album nehme „vieles von dem vorweg“, woran er sich „in den nächsten Jahren“ orientiert habe. Parade klinge heute (2016) „immer noch so ungewöhnlich, frisch und zeitlos“ wie im Jahr 1986, lobten Koch und Weiland. Als Herbert Grönemeyer in den 1980er Jahren vom Musikexpress danach gefragt wurde, welche Schallplatten er als Notration auf eine Insel mitnehmen würde, zählte er neun auf, darunter Parade und das Doppelalbum Sign “☮” the Times.
Sassan Niasseri von der deutschen Ausgabe des US-Musikmagazins Rolling Stone verteilte mit fünf Sternen auch die Höchstpunktzahl. Parade eröffne mit Christopher Tracy’s Parade, New Position, I Wonder U und Under the Cherry Moon „eine vierteilige Suite“, die als „wahrscheinlich Prince’ beste neun Minuten“ bezeichnet werden könnten. Dabei würden die „außerirdisch klingenden Trommeln“ von Clare Fischers Orchester begleitet. Letztendlich sei Parade „eines der besten Alben des Jahres 1986“, zog Niasseri als Fazit.
Douglas Wolk von Pitchfork Media verteilte 9,1 von zehn Punkten und bezeichnete Prince als „genialen Autor, der genau“ gewusst habe, was er wollte. Kiss, „die brillanteste Nummer-1-Single des Jahres“ 1986, habe die Hörer in den „Bann“ von Parade gezogen. Der Rest des Albums zeichne sich „durch frischen, minimalistischen Funk“ aus; „roh, sparsam und unermüdlich exzentrisch“ – „radikal anders“ als auf Purple Rain (1984), Around the World in a Day (1985) und „alles andere, was 1986 veröffentlicht“ worden sei. Das Orchester wirke beim Opener Christopher Tracy’s Parade „voll präsent und flackert zwischen Konsonanz und Dissonanz hin und her“, auch wenn es von Prince’ „gewaltigem, bearbeiteten Schlagzeugsound überschattet“ werde. Der Song erinnere zuweilen an Being for the Benefit of Mr. Kite! (1967) von The Beatles, aber sobald „die Hörner und Flöten verklingen und der gigantische Beat eine Pause macht, um dann wieder weiterzumachen“, schüttle Prince „den psychedelischen Traummantel“ von Around the World in a Day ab. Den Groove in New Position bezeichnete Wolk als „noch krasser“ als in Kiss, und die beiden Songs Do U Lie? und Sometimes It Snows in April beschrieb er als „charmante Momente“. Doch Stücke wie „das Zwischenspiel“ I Wonder U und „das formlose Instrumental“ Venus de Milo seien „Wegwerf-Songs“. Das „Herzstück des Albums“ seien die Dance-Tracks, die „erfrischend knackig und luftig“ wirkten. Im Gesamtbild sei Parade „atemberaubend“ und klinge „immer noch frisch“, schrieb Wolk.
Stephen Thomas Erlewine von AllMusic gab mit viereinhalb von fünf Sternen fast die Höchstanzahl. Prince setze „seine psychedelischen Neigungen“ auf Parade fort, obwohl das Vorgängeralbum Around the World in a Day dafür teilweise negative Kritiken erhalten habe. Doch er wechsle „von Song zu Song die musikalischen Stimmungen und Texturen“, wie beispielsweise in den ersten drei Stücken. Zudem sei „harter Funk“ in Girls & Boys, Mountains sowie in dem „atemberaubenden“ Kiss zu hören. Alle „musikalischen Abenteuer“ in den zwölf Albumsongs, inklusive des „Cabaret-Pop“ von Do U Lie? und Venus de Milo, würden die Melodik von Parade „nicht untergraben“, was „wirklich bemerkenswert“ sei. Doch trotz „all dieser Attribute“ wirke das Album „ein wenig unausgeglichen“, hätte aber mit Sign “☮” the Times „gleichgezogen“, wenn Parade zu einem Doppelalbum ausgeweitet worden wäre.
Davitt Sigerson von der US-Ausgabe des Rolling Stone verteilte mit viereinhalb von fünf Sternen ebenfalls fast die Höchstanzahl und fragte: „Welcher Musiker außer Prince erfüllt uns denn noch angesichts einer neuen Platte mit der gespannten Erwartung, die wir früher neuen Werken“ von The Beatles, Bob Dylan und The Rolling Stones „entgegenbrachten?“ In den Arrangements von Parade werde Prince’ Vision vorgeführt; ein „einfacher Walzer“ wie Under the Cherry Moon erweise sich „als Vorwand für alle möglichen orchestralen Erfindungen“. In „dem umwerfenden“ Song Kiss, in New Position und „vor allem im sensationellen“ Stück Girls & Boys entwerfe er einen „sauberen, diamantharten Stil, der jahrelange Nachahmungen nach sich ziehen könnte“, meinte Sigerson. Auf dem Album würden „alle Sounds“, wie „Gitarrenfetzen, Bläser, Schlagzeug“ und Stimme „gleichwertig behandelt“, sodass „die Grenze zwischen ‘Basistrack’ und ‘Süßen’ verwischt“ werde. Prince habe „den Effekt eines vollen Grooves erreicht“, indem er „nur die Elemente“ verwende, die für „das Verständnis des Hörers wesentlich“ seien – und so habe er einen Funk entwickelt, der „nur durch die Reaktion des Hörers vervollständigt“ werde. „Dank“ des Films Under the Cherry Moon „erhalten wir den Titelsong“ Christopher Tracy’s Parade sowie Sometimes It Snows in April, und „dank der Dreharbeiten“ in Frankreich „erhalten wir die französischen Akzente“ in Do U Lie? und Girls & Boys. Auf Parade „klingen Sex und Liebe echt“, und „vielleicht zum ersten Mal klingen sie verwandt“. Prince habe „die erwachsene Entdeckung gemacht“, dass die Menschen, „die einem am Herzen liegen, die Menschen sein können, die einen am meisten“ anmachten.
Der Musikjournalist Barry Graves lobte in der Die Zeit, dass „dieses Feuerwerk von Déjà-vu-Effekten […] dem gängigen US-Hitparaden-Pop um Lichtjahre der Phantasie überlegen“ sei. Michael Mönninger resümierte in der FAZ: „Bei aller Amoralität kann man ihm eines nicht nachsagen: dass er primitiv sei“. Für Prince müsse „der letztgültige Superlativ erst noch erfunden werden“.
Aber es gab vereinzelt auch negative Kritiken. David Browne von der Entertainment Weekly verteilte auf einer Skala von „A+“ bis „F“ lediglich den Buchstaben „C–“. Nach seinem „schwächsten Film“ Under the Cherry Moon schwelge Prince „mit seinem ungleichmäßigsten Album noch tiefer in Selbstverliebtheit“. Auf Parade dominierten „schwülstige Balladen und Ersatz-Kabarett“, weswegen Browne nur die drei Songs Anotherloverholenyohead, Girls & Boys und Kiss lobend erwähnte.
Der Stern zeigte sich ebenfalls enttäuscht und meinte, man höre auf Parade „fast nur noch Rhythmus, eine wilde Collage aus purem Drum-Sound, der hin und wieder von Saxophon-Sprengseln oder harten Piano-Einschüben gebrochen“ werde.

## Kommerzieller Erfolg

### Chartplatzierungen
| ChartsChartplatzierungen       | Höchstplatzierung | Wochen |
| ------------------------------ | ----------------- | ------ |
| Deutschland (GfK)              | 6 (28 Wo.)        | 28     |
| Österreich (Ö3)                | 7 (14 Wo.)        | 14     |
| Schweiz (IFPI)                 | 2 (17 Wo.)        | 17     |
| Vereinigtes Königreich (OCC)   | 4 (28 Wo.)        | 28     |
| Vereinigte Staaten (Billboard) | 3 (29 Wo.)        | 29     |

| ChartsJahrescharts (1986)      | Platzierung |
| ------------------------------ | ----------- |
| Deutschland (GfK)              | 35          |
| Vereinigte Staaten (Billboard) | 44          |

| Jahr | Titel                       | Höchstplatzierung, Gesamtwochen, AuszeichnungChartplatzierungen (Jahr, Titel, , Platzierungen, Wochen, Auszeichnungen, Anmerkungen) | Höchstplatzierung, Gesamtwochen, AuszeichnungChartplatzierungen (Jahr, Titel, , Platzierungen, Wochen, Auszeichnungen, Anmerkungen) | Höchstplatzierung, Gesamtwochen, AuszeichnungChartplatzierungen (Jahr, Titel, , Platzierungen, Wochen, Auszeichnungen, Anmerkungen) | Höchstplatzierung, Gesamtwochen, AuszeichnungChartplatzierungen (Jahr, Titel, , Platzierungen, Wochen, Auszeichnungen, Anmerkungen) | Höchstplatzierung, Gesamtwochen, AuszeichnungChartplatzierungen (Jahr, Titel, , Platzierungen, Wochen, Auszeichnungen, Anmerkungen) | Anmerkungen                                                                              |
| Jahr | Titel                       | DE | AT | CH | UK | US | Anmerkungen                                                                              |
| ---- | --------------------------- | --- | --- | --- | --- | --- | ---------------------------------------------------------------------------------------- |
| 1986 | Kiss                        | DE4 (17 Wo.)DE | AT8 (12 Wo.)AT | CH3 (11 Wo.)CH | UK6 Platin · (10 Wo.)UK | US1 (2) Gold · (18 Wo.)US | US: 5. Mai 1986: Gold (1.000.000+) UK: 6. Mai 2022: Platin (600.000+)                    |
| 1986 | Mountains                   | DE32 (8 Wo.)DE | — | — | UK45 (6 Wo.)UK | US23 (11 Wo.)US |                                                                                          |
| 1986 | Anotherloverholenyohead     | — | — | — | UK36 (3 Wo.)UK | US63 (10 Wo.)US |                                                                                          |
| 1986 | Girls & Boys                | DE27 (7 Wo.)DE | — | — | UK11 (9 Wo.)UK | USn.v.US | Nur in Europa ausgekoppelt                                                               |
| 2016 | Kiss                        | DE29 (1 Wo.)DE | AT21 (1 Wo.)AT | CH11 (1 Wo.)CH | UK38 (1 Wo.)UK | US23 (2 Wo.)US | Wiedereinstieg postum: 29. April 2016                                                    |
| 2016 | Sometimes It Snows in April | — | AT69 (1 Wo.)AT | CH64 (1 Wo.)CH | — | — | Wiedereinstieg postum: 1. Mai 2016 Keine Singleauskopplung, platzierte sich als Download |

Außerdem erreichte Sometimes It Snows in April postum im Mai 2016 Platz 14 in Frankreich, Platz 63 in den Niederlanden und Platz 90 in Portugal.

### Auszeichnungen für Musikverkäufe
| Land/Region                  | Auszeichnungen für Musikverkäufe (Land/Region, Auszeichnung, Verkäufe) | Verkäufe  |
| ---------------------------- | ---------------------------------------------------------------------- | --------- |
| Dänemark (IFPI)              | Gold                                                                   | 10.000    |
| Deutschland (BVMI)           | Gold                                                                   | 250.000   |
| Frankreich (SNEP)            | Platin                                                                 | 300.000   |
| Japan (RIAJ)                 | Platin                                                                 | 200.000   |
| Niederlande (NVPI)           | Platin                                                                 | 100.000   |
| Österreich (IFPI)            | Gold                                                                   | 25.000    |
| Schweiz (IFPI)               | Gold                                                                   | 25.000    |
| Spanien (Promusicae)         | Gold                                                                   | 50.000    |
| Vereinigte Staaten (RIAA)    | Platin                                                                 | 1.000.000 |
| Vereinigtes Königreich (BPI) | Platin                                                                 | 300.000   |
| Insgesamt                    | 5× Gold · 5× Platin ·                                                  | 2.260.000 |

Hauptartikel: Prince/Auszeichnungen für Musikverkäufe

## Preise
Prince wurde für die Parade-Ära mit folgenden Auszeichnungen und Preisen geehrt:

### Grammy Awards
24. Februar 1987: Kiss erhielt bei den Grammy Awards 1987 den Preis in der Kategorie „Best R&B Performance by a Duo or Group with Vocals“.

### Edison Award
3. April 1987: Parade gewann den niederländischen Musikpreis Edison Award in der Kategorie „Best International Pop Album“.

### Minnesota Music Awards
23. April 1987: Prince gewann in elf Kategorien, wie beispielsweise in „Funk Male Vocals“, „Performing Solo Artist“, „Recording Solo Artist“ und „Rock Mainstream Guitar“.

### ASCAP Awards
15. Mai 1991: Kiss wurde mit einem ASCAP Pop Music Award in der Kategorie „Most performed Songs from 1 Oct. ‘89 to 30 Sep. ‘90“ ausgezeichnet, weil der Song im Film Pretty Woman (1990) zu hören ist, als ihn Julia Roberts in einer Badewanne singt.

### Rolling Stone
Im Jahr 2021 erstellte das US-Musikmagazin Rolling Stone eine Liste von Die 500 besten Songs aller Zeiten, in der Kiss auf Platz 85 rangiert.